# 種類株式
種類株式（しゅるいかぶしき）とは、会社法108条に基づき、株式会社が剰余金の配当その他の権利の内容が異なる2種類以上の株式を発行した場合の各株式。
なお、会社法ではすべての株式の内容として譲渡制限株式等の特別な内容の株式を発行することもできるが（会社法107条）、定款に定められたすべての株式が均一な内容である場合には種類株式ではない。

## 概説
種類株式とは、会社法108条に基づき、株式会社が剰余金の配当その他の権利の内容が異なる2種類以上の株式を発行した場合の各株式をいう。会社法2条13号は「種類株式発行会社」について、「剰余金の配当その他の108条1項各号に掲げる事項について内容の異なる2以上の種類の株式を発行する株式会社」と定義しており、ここから以上のような定義で用いられる。
株式会社と株主の間には株主平等の原則が基本にあるが、株主には経済的な面や会社支配の面で多様なニーズがあるため、それに合わせて株式会社が定款で権利内容の異なる株式を発行することを認め資金調達の利便を図っている。ただし、既存の株主などが不測の損害を受けないよう株式の内容に関してはある程度の枠が設けられている。
会社法2条13号の種類株式発行会社であるためには定款で内容の異なる2以上の種類の株式を発行できることが規定されていればよく、その株式会社が現に2以上の株式を発行している必要はない。
種類株式発行会社における、ある種類の株式の株主を種類株主といい、その種類ごとに種類株主総会が設けられる（会社法2条14号）。種類株主総会は、会社法に規定する事項及び定款で定めた事項に限り、決議をすることができる（会社法321条）。株主総会の決議によって、特定の種類株式の株主にだけ不利益を及ぼすおそれがあるような行為を行う場合、会社法は当該種類株主総会の決議をも要求する（会社法322条1項）。これを法定種類株主総会という。ただし、当該種類株主総会において議決権を行使することができる種類株主が存しない場合は決議を要しない（会社法322条1項ただし書）。また、法定種類株主総会による決議は一部の事項を除いて種類株式ごとに定款規定で排除することができる（会社法322条2項・3項）。

## 種類株式の設定
株式会社が内容の異なる2以上の種類の株式を発行する場合には、会社法108条2項に定める事項及び発行可能種類株式総数を定款で定めなければならない（会社法108条2項）。発行可能種類株式総数とは株式会社が発行することができる種類株式ごとの株式の総数である（会社法101条1項3号）。
種類株式を新たに設定する場合には定款変更が必要となり株主総会で特別決議が必要となる（会社法309条2項）。ただし、会社法108条2項各号に定める事項（剰余金の配当について内容の異なる種類の種類株主が配当を受けることができる額その他法務省令で定める事項に限る。）の全部又は一部については、当該種類の株式を初めて発行する時までに、株主総会（取締役会設置会社にあっては株主総会又は取締役会、清算人会設置会社にあっては株主総会又は清算人会）の決議によって定める旨を定款で定めることができ、この場合には内容の要綱を定款で定めなければならない（会社法108条3項）。
また、株式の種類の追加、株式の内容の変更、発行可能株式総数又は発行可能種類株式総数の増加を行う場合には当該種類株主による種類株主総会特別決議も必要となる（会社法322条1項1号）。種類株式発行会社は定款で種類株主総会の決議を要しない旨を定款で定めることができるとされているが（会社法322条2項・3項）、株式の種類の追加、株式の内容の変更、発行可能株式総数又は発行可能種類株式総数の増加に関する定款の変更（単元株式数についてのものを除く。）を行う場合には、種類株主総会の決議を要しない旨を定款で定めることはできない（会社法322条3項ただし書）。
このほか設定する種類株式の内容によっては、株式の種類の追加や株式の内容の変更の際、当該種類株主総会の特殊決議や該当する種類株主全員の同意が必要になる場合もある。

## 種類株式の内容
株式に付与することのできる権利の内容は、会社法108条1項及び2項の各号に掲げる事項で法律によって限定的に定められているが、これらを組み合わせて発行することもできる。

### 種類株式の性格
種類株式（会社法108条）には、種類株式発行会社であること（他の株式の存在）が前提になければ意味をなさないものと、発行するすべての株式に均一な内容（会社法107条）としても存在可能なものとがある。
剰余金の配当や残余財産の分配に関する種類株式は他の株式との関係で以下のように分類される。
- 優先株式（優先株）
剰余金又は残余財産の配当（配分）に関する地位が他の株式よりも優越する株式のこと。
- 劣後株式（劣後株）
後配株式（後配株）とも呼ばれる。剰余金及び残余財産の配当（配分）に関する地位が他の株式よりも劣る株式のこと。
- 普通株式
一般的には異なる種類の株式を発行する場合においてその標準となる株式のことをいう[5]。ただし、普通株式は、株式の内容について定款の定めが何も置かれておらず会社法がその内容を自動的に定めているような株式をいうと定義されることもある[5]。実務上は普通株式以外を種類株式ということもあるが、会社法上は普通株式も含めていずれも種類株式でありそれぞれ種類株主総会が構成される[5]。
- 混合株式
剰余金の配当に関しては優先株式であるが、残余財産の分配で(劣後)後配株式であるような、ある規定に対しては他の株式よりも優越し、別の規定に関しては他の株式よりも劣後するような株式を混合株式と呼ぶ。

一方、種類株式（会社法108条）としてだけでなく、すべての株式の内容としても設定できるものには譲渡制限株式、取得請求権付株式、取得条項付株式がある（会社法107条）。ただし、先述のように定款で株式会社が発行するすべての株式を均一な内容として定める場合（会社法107条）には種類株式ではない。
なお、旧商法下の以下の株式については会社法では取得請求権付株式や取得条項付株式で扱われる。
- 償還株式
旧商法下で用いられていた分類で、会社や株主の請求など特定の事由が起こる事を条件に会社が株式と現金を交換する旨の規定のある株式。会社法では取得条項及び取得請求権規定に吸収。会社法での解釈では、償還株式は「取得請求権付株式または取得条項付株式で取得対価を現金と定めたもの」となる。
- 転換予約権付株式（転換株式）
旧商法下にあった分類で、株主の請求で、当該株式を会社の発行する別種の株式と交換できる旨の規定がある株式。会社法で#取得請求権規定(5号)に吸収された。会社法での解釈では、転換予約権付株式は「取得請求権付株式で取得対価を当該会社の発行する他の種類株式と定めたもの」となる。
- 強制転換条項付株式
旧商法下にあった分類で、会社の都合で、当該株式を会社の発行する別種の株式と交換できる旨の規定がある株式。会社法では取得条項の規定に吸収された。会社法での解釈では、転換予約権付株式は「取得請求権付株式で定款で取得事由を株主の取得対価を当該会社の発行する他の種類株式に定めたもの」となる。強制転換条項付株式（今の取得条項付株式）は企業防衛の見地から効果があるとされ導入された。

### 各種類株式の内容
会社法は、以下で条数のみ記載する。

#### 剰余金の配当規定(1号)
当該種類の株主に交付する配当財産の価額の決定の方法、剰余金の配当をする条件その他剰余金の配当に関する取扱い（地位の優劣）を内容とするもの（108条1項1号・2項1号）。この規定により、配当において他の株式より優越的な地位が認められる株式は優先株式、標準的な地位に置かれるものを普通株式、劣後的な地位に置かれるものを劣後（後配）株式と呼ぶ。

#### 残余財産の分配規定(2号)
当該種類の株主に交付する残余財産の価額の決定の方法、当該残余財産の種類その他残余財産の分配に関する取扱い（地位の優劣）を内容とするもの（108条1項2号・2項2号）。剰余金の配当と同じく優先株式、普通株式、劣後株式がある。
運用の一例として、「残余財産の分配に関し、当該株式の払込金相当額を限度として普通株式に優先する」と定めることが考えられる。これにより当該種類株主は投下資本の回収をより確実にすることが可能になる。

#### 議決権制限規定(3号)
株主総会において議決権を行使することができる事項の制限を内容とするもの（108条1項3号・2項3号）。無議決権株式も可能であるが、その場合でも、その株主は種類株主総会では議決権を行使することができる。
公開会社においては議決権制限株式が発行済株式総数の2分の1を超えたときは直ちに発行済株式総数の2分の1以下にする措置を取らなければならないとされている（115条）。しかし非公開会社においては、このような規制はなされていない。

#### 譲渡制限規定(4号)
譲渡による当該種類の株式の取得について当該株式会社の承認を要することを内容とするもの（108条1項4号・2項4号）。譲渡制限株式という。
種類株式発行会社がある種類の株式の内容を譲渡制限株式とする定款の定めを設ける場合には、当該定款の変更は、原則として当該種類の種類株主を構成員とする種類株主総会など一定の種類株主総会の決議がなければ、その効力を生じない（111条2項）。
なお、譲渡制限株式は全部の株式の内容とすることもできる（107条1項1号・2項1号）。日本の会社法では、その発行する全部又は一部の株式の内容として譲渡による当該株式の取得について株式会社の承認を要する旨の定款の定めを設けていない株式会社を公開会社とする（2条5号）。

#### 取得請求権規定(5号)
当該種類の株式について、株主が当該株式会社に対してその取得を請求することができる内容のもの（108条1項5号・2項5号）。取得請求権付株式という。
運用の一例として、議決権の制限された優先株式に取得請求権を付し、取得の対価として普通株式を交付すると定めることが考えられる。これにより優先株主は、必要に応じて保有優先株式を（議決権のある）普通株式に転換し、会社経営に参加する、ということも可能になる。
当該種類の株式一株を取得するのと引換えに当該株主に対して当該株式会社の他の株式を交付するときは、取得対価とする他の株式の種類及び種類ごとの数又はその算定方法を定款に定めておく必要がある（108条2項5号）。取得対価として会社の他の株式、現金、新株予約権、社債等を設定することが可能である。
なお、取得請求権付株式は全部の株式の内容とすることもできるが（107条1項2号・2項2号）、取得対価として、その会社の他の株式を設定できるという部分が異なる。このような取得対価の設定が全部の株式に付す取得請求権規定に設定できないのは、取得対価となる他の株式が観念できないからである。

#### 取得条項規定(6号)
当該種類の株式について、当該株式会社が一定の事由が生じたことを条件としてこれを取得することができる内容のもの（108条1項6号・2項6号）。取得条項付株式という。
取得請求権付株式では取得に関してアクションを起こすのが「株主」であるのに対し、取得条項付株式では取得についてアクションを起こすのが「会社」である。
種類株式発行会社がある種類の株式の発行後に定款を変更して当該種類の株式の内容を取得条項付株式とする定款の定めを設け、又は当該事項についての定款の変更（当該事項についての定款の定めを廃止するものを除く。）をしようとするときは、当該種類の株式を有する株主全員の同意も得なければならない（111条1項）。
当該種類の株式一株を取得するのと引換えに当該株主に対して当該株式会社の他の株式を交付するときは、当該他の株式の種類及び種類ごとの数又はその算定方法を定款に定めておく必要がある（108条2項6号）。金銭以外に、他の株式、社債、新株予約権等も取得対価として交付が可能である。
なお、取得条項付株式は全部の株式の内容とすることもできるが（107条1項3号・2項3号）、取得対価として、その会社の他の株式を設定できるという部分が異なる。理由は上記の取得請求権と同様で取得対価となる他の株式が観念出来ないからである。

#### 全部取得条項規定(7号)
当該種類の株式について、当該株式会社が株主総会の決議によってその全部を取得することができる内容のもの（108条1項7号・2項7号）。全部取得条項付株式という。株主総会の決議より、会社がその全部を取得することができる定めのある株式である（171条）。スクイーズアウト（少数株主の追い出し）において用いられることが多い。
種類株式発行会社がある種類の株式の内容を全部取得条項付株式とする定款の定めを設ける場合には、当該定款の変更は、原則として当該種類の種類株主を構成員とする種類株主総会など一定の種類株主総会の決議がなければ、その効力を生じない（111条2項）。

#### 拒否権規定(8号)
株主総会（取締役会設置会社にあっては株主総会又は取締役会、清算人会設置会社にあっては株主総会又は清算人会）において決議すべき事項のうち、当該決議のほか、当該種類の株式の種類株主を構成員とする種類株主総会の決議があることを必要とする内容のもの（108条1項8号・2項8号）。

#### 役員選任権規定(9号)
当該種類の株式の種類株主を構成員とする種類株主総会において取締役又は監査役を選任することができる内容のもの（108条1項9号・2項9号）。指名委員会等設置会社及び公開会社は、役員選任権規定についての定めがある種類の株式を発行することができない（108条1項ただし書）。

## 種類株式の評価
中嶋克久・野口真人・棟田裕幸共著『種類株式・新株予約権の活用法と会計・税務』（中央経済社）では、市場価格がある種類株式は、市場価格で評価するのに対して、市場価格のない種類株式は、金融工学を利用した評価モデルによる評価方法を原則する、と書かれている。また、例として、普通株式転換オプションがついたプレーンバニラの優先株式（議決権に制限あり、普通株式より配当順位が優先）の評価については、議決権を経済価値とみなして評価するのは実務上困難であり、普通株式に普通株式オプションの価値を加算したものとなると記されている。